# Kuckstorf
Kuckstorf ist ein Ortsteil des Fleckens Bad Bodenteich in der Samtgemeinde Aue im niedersächsischen Landkreis Uelzen.

## Geografie und Verkehrsanbindung
Der Ort liegt nördlich des Kernortes Bad Bodenteich.
Nordöstlich erheben sich die 83 Meter hohen Schlaminsberge.
Nördlich verläuft die B 71 und westlich der Elbe-Seitenkanal. Am östlichen Ortsrand führt die Landesstraße L 270 vorbei.